# 1er Arrondissement (Parakou)
Das 1er Arrondissement ist ein Arrondissement im Departement Borgou in Benin. Es ist eine Verwaltungseinheit, die der Gerichtsbarkeit der Kommune Parakou untersteht und selbst ein Teil Parakous ist. Gemäß der Volkszählung von 2013 hatte das 1er Arrondissement 114.558 Einwohner, davon waren 56.949 männlich und 57.609 weiblich.

## Geographie
Als Teil der Stadt Parakou liegt das Arrondissement in der nördlichen Hälfte des Landes.
Das 1er Arrondissement setzt sich aus 29 Stadtteilen zusammen:
1. Albarika
2. Alaga
3. Bakinkoura
4. Bakpérou
5. Banikanni-Douwérou
6. Bèyarou
7. Boundarou
8. Camp-Adagbè
9. Bosso-Camps-Peulhs
10. Damagourou
11. Dépôt
12. Gaanon
13. Gounin
14. Kabassira
15. Kadéra
16. Kpébié
17. Kpérou-Guéra
18. Madina
19. Monnon
20. Ouézé
21. Sawararou
22. Sinagourou
23. Sourou
24. Thian
25. Titirou
26. Tourou-Dispensaire
27. Tourou-Palais-Royal
28. Worou-Tokorou
29. Zazira